# Fakta om folkvalda
Fakta om folkvalda är en skriftserie (ISSN 0283-4251) som utges av Sveriges riksdag och innehåller biografiska uppgifter om de 349 folkvalda ledamöterna och deras ersättare. Den utges efter varje riksdagsval sedan 1982. Uppgifterna har granskats av ledamöterna själva. Varje ledamot avbildas med fotografi och beskrivs på ungefär en boksida. Det finns uppgifter om föräldrar, utbildning, anställningar, politiska förtroendeuppdrag i och utanför riksdagen.
Den första upplagan hade en något annorlunda titel, Riksdagen : biografiska uppgifter om ledamöterna (1984, ISSN 0282-0714).
Den sjätte upplagan, med undertiteln riksdagen 1998-2002, utkom i april 1999 och omfattar 455 sidor. Baksidestexten framhåller att aktuellare information om ledamöterna finns på riksdagens webbplats. På webbplatsen finns dock inte samma uppgifter om utbildning och tidigare arbetsplatser.